# Magdalena Matte

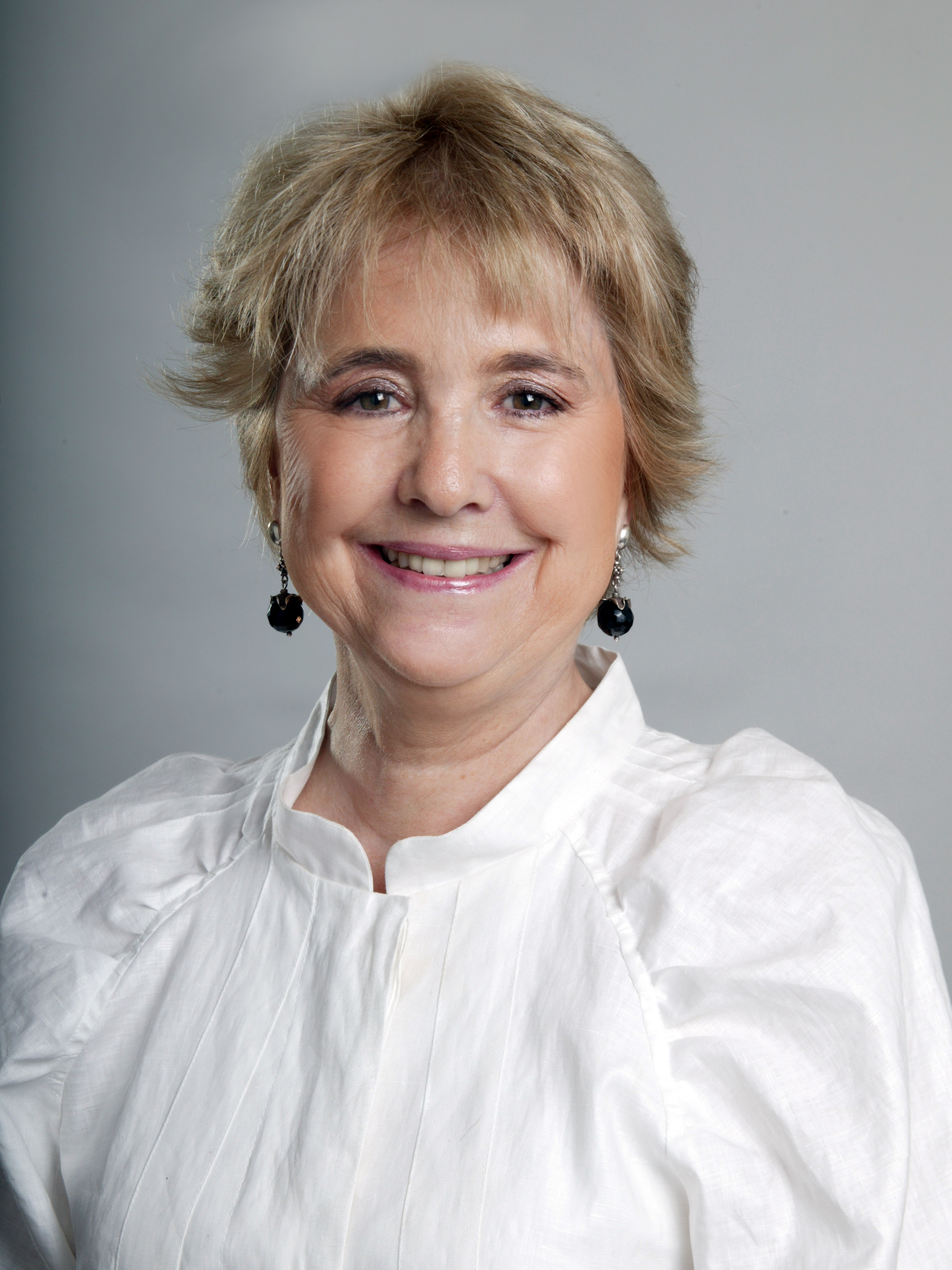
Magdalena Matte (2004)

Magdalena Matte Lecaros (* 13. August 1950 in Santiago de Chile) ist eine chilenische Politikerin. Sie war von 2010 bis 2011 Ministerin für das Ressort Wohnungsbau und Stadtentwicklung im ersten Kabinett von Präsident Sebastián Piñera. Matte Lecaros ist Mitglied der konservativen Partei Unión Demócrata Independiente (Unabhängige Demokratische Union; UDI).

## Leben, Familie, politische Karriere
Matte Lecaros ist mütterlicherseits eine Urenkelin des früheren chilenischen Staatspräsidenten Arturo Alessandri. Ihr Großvater väterlicherseits, Arturo Matte Larraín, war Mitbegründer des Papierherstellers Empresas CMPC, eines der größten Unternehmen in Chile, amtierte als Staatsminister und war Präsidentschaftskandidat im Jahre 1952.
Magdalena Matte studierte Bauingenieurwesen an der Päpstlichen Pontificia Universidad Católica de Chile (PUC) in Santiago de Chile, wo sie ihren Mann Hernán Larraín kennen lernte, den sie 1974 heiratete. Larraín, der in Chile seit den 1990er Jahren öffentlich politisch aktiv ist, amtierte von 2004 bis 2005 als Präsident des Senats, war mehrfach Parteivorsitzender der UDI und gehört seit März 2018 dem zweiten Kabinett Piñera als Minister für Justiz und Menschenrechte an. Gemeinsam haben sie sechs Kinder, darunter der Musiker, Jurist und Regierungsberater Hernán Larraín Matte (* 1975), der bekannte Filmregisseur Pablo Larraín (* 1976) und der Kinoproduzent Juan de Dios Larraín (* 1979).
Matte Lecaros setzte sich als politisch und gesellschaftlich engagierte Unternehmerin häufig für soziale Projekte ein und ist für ihre Förderung von weiblichen Unternehmensgründungen bekannt. Von ihrem Ministeramt, in dem sie unter anderem federführend für den Wiederaufbau nach dem verheerenden Erdbeben in Chile 2010 zuständig war, musste sie nach einem Korruptionsskandal um das Bauunternehmen Kodama auf parlamentarischen Druck als erste Ministerin Präsident Piñeras zurücktreten.